# CHKDSK
CHKDSK oder ähnliche Schreibweisen wie chkdsk oder Chkdsk ist der Name verschiedener Kommandozeilenprogramme zur Überprüfung von Dateisystem-Strukturen auf Datenträgern. Je nach Version und des zugrunde liegenden Betriebssystems können die Dateisysteme FAT-, HPFS oder NTFS auf Disketten, Festplatten oder anderen Blockdevices wie Flashspeichern auf Dateisystemfehler überprüft werden.
Der Programmname ist ein Kürzel für den englischen Befehl check disk, „überprüfe Diskette/Festplatte“. Das Programm ist das Pendant zum Unix-Programm bzw. -Befehl fsck (Kürzel für englisch file system check). Es kann unter DOS, OS/2 und Windows NT als selbständiges Programm über die Eingabeaufforderung mit chkdsk ausgeführt werden.

## DOS
Unter DOS-Versionen wie MS-DOS oder PC DOS wurde CHKDSK.COM für die Überprüfung von FAT12- und FAT16-Dateisystemen, später auch FAT32 eingesetzt. Mit MS-DOS 6.2 wurde ScanDisk mitgeliefert, welches gegenüber CHKDSK benutzerfreundlicher war, CHKDSK.COM wurde dennoch bis zur Einstellung der Windows-9x-Linie mitgeliefert.
CHKDSK.COM konnte unter DOS zudem auch den freien Arbeitsspeicher anzeigen, dies war vor der Einführung von MS-DOS Version 4.0, welches erstmals MEM.EXE mitlieferte, die einzige Möglichkeit mit Bordmitteln den freien Arbeitsspeicher anzuzeigen. DR DOS bot mit dem Parameter /A die Möglichkeit, die Ausgabe auf die Anzeige des freien Arbeitsspeichers zu beschränken, so dass keine umfangreiche Datenträgerüberprüfung durchgeführt werden musste.

## Windows NT
Für Windows NT 3.1 wurde chkdsk als 32-Bit-Programm neu implementiert, welches sowohl NTFS- als auch HPFS unterstützte. Die Unterstützung für die Prüfung von HPFS entfiel mit der Einstellung der HPFS-Unterstützung durch Microsoft ab Windows NT 4.0.
chkdsk kann im Fenster der Windows-Eingabeaufforderung oder vor dem Booten in der System Recovery Console gestartet werden.
Fehlerhafte Datenblöcke werden erkannt. Deren binärer Inhalt wird wenn möglich gesichert. Zudem ist chkdsk in der Lage, einen beschädigten Master File Table (MFT) des Dateisystems NTFS zu erkennen und zu reparieren.

## Parameter
ohne Parameter
Wenn CHKDSK ohne Parameter gestartet wird, sucht es nur nach Fehlern auf der derzeit aktiven Partition, repariert sie aber nicht (sogenannter Read-Only Mode).  In diesem Modus funktioniert das Programm unter Windows NT auch auf der Systempartition C:, ohne dass ein Systemneustart nötig wäre.
mit Parametern
Parameter /f (für (to) fix, „reparieren“) repariert CHKDSK gefundene Fehler.
nur Windows NT: Parameter /r (für (to) recover, „wiederherstellen“) versucht es zusätzlich, die Information von defekten Datenblöcken zu bergen; dadurch dauert ein Programmdurchlauf allerdings erheblich länger.
nur Windows NT: mit dem Parameter /x wird die Aufhebung der Bereitstellung für die Partition erzwungen. Wenn dies nicht möglich ist, fragt chkdsk nach, ob der Scan beim nächsten Neustart durchgeführt werden soll.
Parameter <Laufwerksbuchstabe:> durch Angabe des Laufwerksbuchstabens, gefolgt von einem Doppelpunkt, kann gezielt ein Laufwerk oder eine Partition geprüft werden.

## Anwendungsbeispiele
| Befehl und Parameter | Wirkung |
| -------------------- | --- |
| chkdsk               | inspiziert das Dateisystem auf der derzeit aktiven Partition, führt aber keine Reparaturen durch |
| chkdsk d: /f         | inspiziert und repariert das Dateisystem auf Laufwerk D:; während unter MS-DOS diese Partition direkt repariert wird, wird unter Windows NT diese in der Regel für die Dauer des Vorgangs deaktiviert (ausgehängt bzw. bei externen Laufwerken auch ausgeworfen, d. h., es kann nicht mehr auf das Laufwerk zugegriffen werden), ohne dass allerdings ein Neustart nötig wäre. Verlorene Datenblöcke werden aber nicht restauriert |
| chkdsk c: /f         | wie oben, nur dass unter Windows NT ein Neustart nötig wird, weil die Bereitstellung der Systempartition (in der Regel C:) nicht aufgehoben werden kann |
| chkdsk c: /f /r      | Windows NT: die Systempartition wird überprüft und gegebenenfalls repariert, außerdem wird der gesamte Datenbereich (alle Datenblöcke eines Volumes inklusive freier Cluster) gescannt und es werden fehlerhafte Datenblöcke nach Möglichkeit geborgen; dazu ist ein Systemneustart nötig (bei anderen Partitionen kann eventuell auch ohne Neustart gescannt werden)                                                              |

## Protokoll
CHKDSK legt ein Protokoll in der Ereignisanzeige im Anwendungsprotokoll ab. Unter Windows XP heißt die Quelle WINLOGON, unter Windows 7 WININIT, jeweils mit EreignisID 1001.

## Betriebssysteme, die CHKDSK nativ unterstützen
- 86-DOS
- Alle PC-kompatiblen DOS-Versionen
- Alle OS/2-Versionen
- Alle auf Windows NT basierenden Windows-Versionen